# کلاین پوشلارن
کلاین پوشلارن (به آلمانی: Klein-Pöchlarn) یک منطقهٔ مسکونی در اتریش است که در ناحیه ملک واقع شده‌است. کلاین پوشلارن ۱٬۰۰۲ نفر جمعیت دارد.